# Mesochorus alajuelicus
Mesochorus alajuelicus là một loài tò vò trong họ Ichneumonidae.